# Declan O'Brien
Pour les articles homonymes, voir O'Brien.
Declan Timothy O'Brien (né le 21 décembre 1965 à Rochester (New York) et mort le 16 février 2022 à Beverly Hills (Californie),) est un scénariste, réalisateur et producteur de cinéma américain. 

## Biographie
Declan O'Brien est surtout connu grâce à la saga Détour mortel, en particulier Détour mortel 3 (sorti en 2009), Détour mortel 4 (sorti en 2011), Détour mortel 5 (sorti en 2012) et The Marine 3: Homefront (sorti en 2013). Il est le producteur de Alice dans tous ses états (2007)

## Filmographie

### Cinéma

#### Comme réalisateur
- 2005 : Learn the Game: The Big Football Game
- 2008 : Rock Monster (en) (téléfilm)
- 2008 : Le Monstre de l'arche (en) (Monster Ark) (téléfilm)
- 2008 : Cyclops (en) (Monster Ark) (téléfilm)
- 2009 : Détour mortel 3 (Wrong Turn 3: Left for Dead)
- 2010 : Sharktopus (téléfilm)
- 2011 : Détour mortel 4 (Wrong Turn 4: Bloody Beginnings)
- 2012 : Détour mortel 5 (Wrong Turn 5: Bloodlines)
- 2014 : Une virée en enfer 3 (Joy Ride 3)

#### Comme scénariste
- 2005 : Snakeman (en) (The Snake King) de Allan A. Goldstein (téléfilm)
- 2005 : Learn the Game: The Big Football Game
- 2007 : Projet oxygène (en) (Savage Planet) de Andrew Wild (téléfilm)
- 2007 : Les Ailes démoniaques (en) (Harpies) de Josh Becker (téléfilm)
- 2007 : Alice dans tous ses états (Alice Upside Down) de Sandy Tung (téléfilm)
- 2008 : Bahr al nojoum de Ahmed Mahdi
- 2008 : Rock Monster (en) (téléfilm)
- 2008 : Le Monstre de l'arche (en) (Monster Ark) (téléfilm)
- 2011 : Détour mortel 4 (Wrong Turn 4: Bloody Beginnings)
- 2011 : Miami Magma de Todor Chapkanov (téléfilm)
- 2012 : Hijacked de Brandon Nutt
- 2012 : Détour mortel 5 (Wrong Turn 5: Bloodlines)
- 2013 : The Marine 3: Homefront de Scott Wiper
- 2014 : Une virée en enfer 3 (Joy Ride 3)

#### Comme producteur
- 1997 : On the 2nd Day of Christmas (en) de James Frawley (téléfilm)
- 2000 : Call of the Wild (en) (série télévisée)
- 2004 : Creature Unknown de Michael Burnett
- 2005 : Learn the Game: The Big Football Game
- 2007 : Alice dans tous ses états (Alice Upside Down) de Sandy Tung